# جیسون بنکس (بازیکن فوتبال)
جیسون بنکس (انگلیسی: Jason Banks؛ زادهٔ ۱۶ نوامبر ۱۹۶۸) بازیکن فوتبال اهل بریتانیا است.
از باشگاه‌هایی که در آن بازی کرده‌است می‌توان به باشگاه فوتبال ویگان اتلتیک و باشگاه فوتبال آترتون کولیریس اشاره کرد.